# Marcel Landry
Pour les articles homonymes, voir Landry.
Marcel Landry (né le 23 décembre 1947 à Nouvelle au Québec) est un conseiller pédagogique, administrateur et homme politique québécois.

## Biographie
Marcel Landry détient un baccalauréat en sociologie et un certificat de deuxième cycle en sciences humaines du développement. Il a été conseiller pédagogique à la Commission scolaire régionale Baie-des-Chaleurs, puis a occupé des postes de cadre à Radio-Québec et à l'Union des producteurs agricoles. Également actif dans les milieux de la culture et de la coopération, il est candidat du Parti québécois à l'élection partielle du 21 février 1994 dans Bonaventure, rendue nécessaire par la mort de Gérard D. Levesque en novembre de l'année précédente. Levesque avait été député pendant 37 ans. Marcel Landry est élu avec 56 % des voix. Il est réélu aux élections générales qui eurent lieu plus tard la même année.
Lors de la formation de son cabinet en septembre 1994, Jacques Parizeau le nomme ministre de l'Agriculture, des Pêcheries et de l'Alimentation. Il ne conserve cependant pas son poste lorsque le nouveau premier ministre, Lucien Bouchard, forme son cabinet en janvier 1996.
Aux élections de 1998, il est battu par la libérale Nathalie Normandeau. Dix ans plus tard, en 2008, il tente un retour en politique en se représentant contre Mme Normandeau, sans succès cependant.
Après sa défaite électorale de 1998, il a été sous-ministre adjoint au ministère des Régions pour la Gaspésie et les Îles-de-la-Madeleine de 1999 à 2003, puis directeur régional au ministère du Développement durable, de l'Environnement et des Parcs à Carleton-sur-Mer de 2003 à 2007.

## Distinctions
- Commandeur d'office de l'Ordre national du mérite agricole (1994)